# Lijevi Štefanki
Lijevi Štefanki es una localidad de Croacia en el municipio de Pokupsko, condado de Zagreb.

## Geografía
Se encuentra a una altitud de 133 m s. n. m. a 42,5 km de la capital nacional, Zagreb.

## Demografía
En el censo 2011, el total de población de la localidad fue de 222 habitantes.